# Samuel Opoku Nti
Samuel Opoku Nti   (Kumasi, 23 de gener de 1961) és un exfutbolista ghanès de la dècada de 1980.
Fou internacional amb la selecció de futbol de Ghana. Pel que fa a clubs, destacà a Servette FC i FC Aarau.